# Hebeler Jakab
Hebeler Jakab (Pozsony, 1722. július 28. – Bécs, 1793. január 14.) jezsuita rendi áldozópap. 

## Élete
1738. október 27-én vették föl a rendbe Pozsonyban. Felsőbb tanulmányait Nagyszombatban végezte, azután Győrött négy évig a humaniorákat tanította. A rend utolsó tizedében a bécsi Terezianumban, és az alsó iskolai osztályokban igazgató és egyúttal a görög, francia és magyar nyelv tanára volt. A rend feloszlatása után Bécsben lakott. 

## Kéziratban maradt munkái
- Institutio brevis ad humaniores litteras discendas docendasque, 4-rét;
- Comoediae XV, latinul;
- Notata graeca, hebraica, historica, geographica et mathematica.